# Moçâmedes
Cet article concerne la ville de Moçâmedes anciennement nommée Namibe. Pour la ville de l'État du Goiás au Brésil, voir Mossâmedes.
Moçâmedes est une ville de la province de Namibe dans le sud-ouest de l'Angola. Le nom officiel de la ville était Namibe de 1985 à 2016. La population de la ville était de 255 000 habitants lors du recensement de 2014.

## Histoire
La ville de Moçâmedes a été fondée en 1840 au moment de l'intensification de la colonisation portugaise, sous le gouvernement de José Travassos Valdez, comte de Bonfim.

## Religion
Moçâmedes est le siège d'un évêché catholique créé le 21 mars 2009.

## Personnalités liées
- Maria da Piedade de Jesus (née en 1963, archéologue, anthropologue et ministre de la Culture.